# Federico Vizcarra
Federico Vizcarra Carrillo (25 de noviembre de 1964) es un deportista mexicano que compitió en judo. Ganó cuatro medallas en el Campeonato Panamericano de Judo entre los años 1984 y 1990.

## Palmarés internacional
| Campeonato Panamericano | Campeonato Panamericano   | Campeonato Panamericano | Campeonato Panamericano |
| Año                     | Lugar                     | Medalla                 | Categoría               |
| ----------------------- | ------------------------- | ----------------------- | ----------------------- |
| 1984                    | Ciudad de México (México) | Medalla de bronce       | –71 kg                  |
| 1985                    | La Habana (Cuba)          | Medalla de plata        | –71 kg                  |
| 1988                    | Buenos Aires (Argentina)  | Medalla de plata        | –71 kg                  |
| 1990                    | Caracas (Venezuela)       | Medalla de bronce       | –78 kg                  |